# Dinophilus simplex
Dinophilus simplex är en ringmaskart som beskrevs av Addison Emery Verrill 1892. Dinophilus simplex ingår i släktet Dinophilus och familjen Dinophilidae. Inga underarter finns listade i Catalogue of Life.